# Chrysemosa mosconica
Chrysemosa mosconica är en insektsart som först beskrevs av Navás 1931.  Chrysemosa mosconica ingår i släktet Chrysemosa och familjen guldögonsländor. Inga underarter finns listade i Catalogue of Life.